# Функција (математика)
Функција или пресликавање је правило придруживања једног елемента из скупа {\displaystyle \,X} који се тада назива домен функције, другом елементу из скупа {\displaystyle \,Y} - кодомен функције, који се још назива и контрадомен функције, скуп копија, скуп слика. Домен функције {\displaystyle f} се често означава са {\displaystyle {\mathcal {D}}(f)}, а кодомен са {\displaystyle {\mathcal {K}}(f).}
Елементи скупа {\displaystyle \,X} називају се аргументи, независно променљиве, оригинали пресликавања, ликови, или елементи домена. Скуп {\displaystyle Y} назива се кодомен (контрадомен) функције, скуп копија, слика, итд. Често се домен функције f означава са {\displaystyle {\mathcal {D}}(f)}, а кодомен понекад {\displaystyle {\mathcal {K}}(f).}
За записивање функција обично се користе неке од следећих ознака: {\displaystyle f:X\rightarrow Y,}, {\displaystyle f:x\rightarrow y,\;x\in X,\;y\in Y.} или {\displaystyle y=f(x),}. Опсег, распон, подручје дефиниције функције, односно домен функције {\displaystyle f} представља скуп вредности {\displaystyle x} за које функција достиже вредности {\displaystyle f(x)}.
Основна карактеристика функције је да за једну улазну вредност добија највише једна излазна вредност.

## Дефиниција
Функција је један од основних појмова математике. Појављује се у већини области математике, у зависности од тога шта представљају домен и кодомен. Функција или пресликавање је свако придруживање елемената једног скупа, елементима другог скупа при чему се сваки елемент првог скупа пресликава у тачно један елемент другог скупа.

### Аналитичка дефиниција
Ако две променљиве {\displaystyle a} и {\displaystyle b} стоје у таквој вези да се мењањем вредности једне од њих, нпр. {\displaystyle a} мења и вредност друге променљиве - {\displaystyle b}, онда се променљива {\displaystyle b} назива функцијом променљиве {\displaystyle a}.
Функција може имати више променљивих.

### Дефиниције из теорије скупова
Скуп се у математици узима за основни појам. Декартов производ скупова је скуп уређених парова. Уређени пар елемената чине било каква два елемента за које је важан поредак. Релација је непразан подскуп Декартовог производа скупова, а функција је једна врста релације.
Дефиниција 1Нека су {\displaystyle A} и {\displaystyle B} непразни скупови. Тада се бинарна релација {\displaystyle f\subseteq A\times B} зове функција или пресликавање из {\displaystyle A} у {\displaystyle B}, ако важи:
{\displaystyle (\forall x\in A)(\exists !y\in B)y=f(x),}
односно ако за сваки елемент из скупа {\displaystyle A}, постоји тачно један елемент из скупа {\displaystyle B} тако да је елемент из {\displaystyle B} слика елемента из {\displaystyle A}.
Дефиниција 2 (еквивалентна претходној)бинарна релација {\displaystyle f} из {\displaystyle A} у {\displaystyle B} је функција ако је
{\displaystyle ((x,y)\in f\wedge (x,z)\in f)\Rightarrow (y=z)),}
тј. ако су оригинали једнаки, и слике морају бити једнаке.

## Функција у топологији
Функција или пресликавање у тополошком смислу је правило придруживања једног елемента из тополошког простора {\displaystyle \,X} који се тада назива домен функције, другом елементу из тополошког простора {\displaystyle \,Y} - кодомен функције.
Хомоморфизам је пресликавање између две алгебарске структуре истог типа, које чува њихову форму.
Врсте хомоморфизама:
- Изоморфизам је бијективни хомоморфизам. Два објекта су изоморфна ако постоји изоморфизам између њих. Изоморфни објекти су потпуно неразазнатљиви што се тиче структуре која је у питању.
- Епиморфизам је сурјективни хомоморфизам.
- Мономорфизам је инјективни хомоморфизам.
- Ендоморфизам је хомоморфизам са неког објекта на самог себе се зове .
- Аутоморфизам је ендоморфизам који је и изоморфизам.
- Хомеоморфизам је непрекидни изоморфизам (непрекидни бијективни хомоморфизам) чији је и инверз непрекидна функција.

## Непрекидност
Непрекидна функција из једног тополошког простора у други је функција чија је инверзна слика било ког отвореног скупа отворена. Непрекидна пресликавања су морфизми тополошког простора. Интуитивно, непрекидна функција је она функција, која за довољно мале промене вредности аргумента има произвољно мале промене вредности функције.

## Врсте пресликавања

### Сурјективно пресликавање
ДефиницијаФункција {\displaystyle f:A\rightarrow B} зове се сурјекција, или "на"-пресликавање, ако је {\displaystyle {\mathcal {K}}(f)=B,}
што се може записати и као:
{\displaystyle (\forall y\in B)(\exists x\in A)\;y=f(x).}
Односно, функција је сурјекција ако и само ако су сви елементи кодомена нечије слике. Сурјекција по дефиницији дозвољава „дупле копије“, тј. да се више елемената из домена пресликавају у исти елемент кодомена.

### Инјективно пресликавање
ДефиницијаФункција {\displaystyle f:A\rightarrow B} зове се инјекција, или "1-1"-пресликавање, ако важи:
{\displaystyle (\forall x_{1},x_{2}\in A)(f(x_{1})=f(x_{2}))\Rightarrow (x_{1}=x_{2}).}
Дакле, иста копија не може бити резултат копирања различитих оригинала. Инјекција по дефиницији дозвољава да у скупу копија постоје елементи који уопште нису резултат пресликавања.

### Бијективно пресликавање
ДефиницијаФункција која је сурјекција и инјекција зове се бијекција.
Бијекцију називамо и обострано једнозначно пресликавање.

## Функција реалне променљиве
Како у математичкој анализи, тако и у још појединим областима математике, а можда и у целој математици, функција која се можда и најчешће користи је тзв. функција реалне променљиве.
Под функцијом реалне променљиве, мисли се на функцију {\displaystyle f:X\rightarrow Y,} где је {\displaystyle X\subseteq \mathbb {R} } и {\displaystyle Y=\mathbb {R} .} Другим речима, функција реалне променљиве је свака функција чији је домен подскуп скупа реалних бројева {\displaystyle \mathbb {R} } или цео скуп {\displaystyle \mathbb {R} }, а кодомен јој је {\displaystyle \mathbb {R} }.
Следећа табела садржи неколико посебно важних типова функција реалне вредности:
| Линеарна функција                                                                          | Квадратна функција                            |
| ------------------------------------------------------------------------------------------ | --------------------------------------------- |
|                                                                                            |                                               |
| f(x) = ax + b.                                                                             | f(x) = ax2 + bx + c.                          |
| Дисконтинуирана функција                                                                   | Тригонометријске функције                     |
|                                                                                            |                                               |
| Грубо речено, непрекидна функција је она чији график се може нацртати без подизања оловке. | f(x) = sin(x) (црвено), f(x) = cos(x) (плаво) |

## Парност функције
ДефиницијаЗа скуп {\displaystyle X\subset \mathbb {R} } кажемо да је симетричан, ако за свако {\displaystyle x\in X} и {\displaystyle -x\in X}.
Функцију дефинисану на симетричном скупу називамо парном, ако за је свако {\displaystyle x\in X,f(x)=f(-x)}. Свака парна функција је симетрична у односу на y осу.
Функцију дефинисану на симетричном скупу називамо непарном, ако за је свако {\displaystyle x\in X,f(x)=-f(-x)}.
Свака непарна функција је симетрична у односу на координатни почетак.
Већина функција није ни парна, ни непарна, али се свака функција дефинисана на симетричном подскупу може представити као збир парне и непарне функције.

## Периодичност функције
ДефиницијаЗа функцију реалне променљиве {\displaystyle f:X\rightarrow \mathbb {R} } кажемо да је периодична са периодом {\displaystyle T}, ако постоји {\displaystyle T>0} такво да важи:
{\displaystyle f(x+T)=f(x).}
Најмањи такав број {\displaystyle T} (ако постоји), назива се основним периодом функције {\displaystyle f}.
Интересантна периодична функција је, рецимо: Дирихлеова функција {\displaystyle D\colon \mathbb {R} \mapsto \{0,1\}} дефинисана као:
{\displaystyle D(x)={\begin{cases}1,&x\in \mathbb {Q} ,\\0,&x\in \mathbb {R} \backslash \mathbb {Q} ,\end{cases}}}
која је периодична, али нема најмањи период.

## Монотоност функције
ДефиницијаМонотоност функције означава својство оних функција које задовољавају било који од следећих услова:
- растућа функција

{\displaystyle (\forall x_{1},x_{2}\in X)(x_{1}\leq x_{2}\rightarrow f(x_{1})\leq f(x_{2}))}
- строго растућа функција

{\displaystyle (\forall x_{1},x_{2}\in X)(x_{1}<x_{2}\rightarrow f(x_{1})<f(x_{2}))}
- опадајућа функција

{\displaystyle (\forall x_{1},x_{2}\in X)(x_{1}\leq x_{2}\rightarrow f(x_{1})\geq f(x_{2}))}
- строго опадајућа функција

{\displaystyle (\forall x_{1},x_{2}\in X)(x_{1}<x_{2}\rightarrow f(x_{1})>f(x_{2}))}
За функцију која задовољава ово својство (тј. било које од четири наведена својства) кажемо да је монотона на кодомену. Специјално, за функцију која задовољава друго или четврто својство од четири наведена, кажемо да је строго монотона на кодомену.

## Инверзна функција
Ако је ƒ функција од X до Y, тада је инверзна функција за ƒ, означена са , функција у супротном смеру, од Y до X, са особином да композиција враћа сваки елемент у самог себе. Свака функција не поседује своју инверзну функцију; оне које је имају називају се инверзибилним.
Као пример, ако је ƒ конвертује температуру из Целзијуса у Фаренхајте, функција која конвертује степене Фаренхајта у степене Целзијуса би била одговарајућа функција .
{\displaystyle {\begin{aligned}f(C)&={\tfrac {9}{5}}C+32\\f^{-1}(F)&={\tfrac {5}{9}}(F-32)\end{aligned}}}

## Испитивање тока функције
Испитивање тока функције {\displaystyle f(x)} се састоји од одређивања низа својстава.

### Подручје дефиниције
За одређивање подручја дефиниције функције {\displaystyle f(x)} потребно је познавати елементарне функције

### Парност
Парност функције {\displaystyle f(x)} проверава се помоћу дефиниције:
Функција {\displaystyle f(x)} је парна ако је {\displaystyle f(-x)=f(x)} за сваки {\displaystyle x\in {\mathcal {D}}}, а непарна ако је {\displaystyle f(-x)=-f(x}) за сваки {\displaystyle x\in {\mathcal {D}}}. Код парне и непарне функције подручје дефиниције мора бити симетрично у односу на координатни почетак {\displaystyle O(0,0)}.
Primer
{\displaystyle \displaystyle x^{n},\qquad n\in \mathbb {N} }
је парна за {\displaystyle n=2k} паран, а непарна за {\displaystyle n=2k+1} непаран, па је:
{\displaystyle \displaystyle f(-x)=(-x)^{n}=(-1)^{n}x^{n}=(-1)^{n}f(x)}.
Функција {\displaystyle \vert x\vert } је парна: ако је {\displaystyle x>0}, тада је {\displaystyle -x<0} па вреди
{\displaystyle \displaystyle \vert -x\vert =-(-x)=x=\vert x\vert }
За {\displaystyle x<0} je {\displaystyle -x>0} па вреди
{\displaystyle \displaystyle \vert -x\vert =-x=\vert x\vert }

### Периодичност
Периодичност функције проверава се помоћу дефиниције
Функција {\displaystyle f(x)} је периодична ако постоји број {\displaystyle P\neq 0} такав да за сваки {\displaystyle x\in {\mathcal {D}}} вреди
{\displaystyle \displaystyle f(x+P)=f(x)}
Тада мора вредети {\displaystyle x+P\in {\mathcal {D}}}. Најмањи такав позитивни број {\displaystyle P} основни период или период функције {\displaystyle f(x)}.
Примери периодичних функција су тригонометријске функције.
Елементарна функција не може бити периодична ако не садржи неку од тригонометријских функција.

### Нула функције
Нула функције одређују се решавањем једначине {\displaystyle f(x)=0}

### Асимптоте функције
Асимптоте могу бити вертикалне, хоризонталне и косе. Одређују се налажењем лимеса и Лопиталовим правилом, ако је потребно.
Асимптота функције је права са особином да удаљеност између тачке на графику функције и те праве тежи ка нули {\displaystyle (0}) када тачка на графику одмиче у бесконачност.
Права {\displaystyle x=x_{0}} је вертикална асимптота функције {\displaystyle f(x)} у тачки
{\displaystyle x_{0}} с леве стране ако је {\displaystyle \lim _{x\to x_{0}-0}f(x)=+\infty } или
{\displaystyle \lim _{x\to x_{0}-0}f(x)=-\infty }.
Права {\displaystyle x=x_{0}} је вертикална асимптота функције {\displaystyle f(x)} у тачки {\displaystyle x_{0}} с десне стране ако је
{\displaystyle \lim _{x\to x_{0}+0}f(x)=+\infty } или
{\displaystyle \lim _{x\to x_{0}+0}f(x)=-\infty }.
Вертикалне асимптоте се могу налазити у тачкама прекида функције или у отвореним рубовима подручја дефиниције.
Пример
Права {\displaystyle x=0} је вертикална асимптота функције {\displaystyle {\frac {1}{x}}} с обе стране.
Права {\displaystyle x=0} је вертикална асимптота функције {\displaystyle \ln x}, {\displaystyle \log x} i {\displaystyle \log _{2}x} с десне стране. У овом случају вертикална асимптота се налази у рубу подручја дефиниције.
Права {\displaystyle y=y_{0}} је хоризонтална асимптота функције {\displaystyle f(x)} на левој страни ако је {\displaystyle \lim _{x\to -\infty }f(x)=y_{0}}.
Права {\displaystyle y=y_{0}} је хоризонтална асимптота функције {\displaystyle f(x)} на десној страни ако је {\displaystyle \lim _{x\to +\infty }f(x)=y_{0}}.
Пример
Права {\displaystyle y=0} је хоризонтална асимптота функције {\displaystyle {\frac {1}{x}}} на обе стране, као и {\displaystyle y=0} хоризонтална асимптота функција {\displaystyle 2^{x}} и {\displaystyle e^{x}} на левој страни.
Ако је
{\displaystyle \displaystyle \lim _{x\to -\infty }{\frac {f(x)}{x}}=k,\qquad \lim _{x\to -\infty }(f(x)-kx)=l,}
при чему је
{\displaystyle \displaystyle k\neq 0,-\infty ,+\infty ,\qquad l\neq -\infty ,+\infty } тада је права {\displaystyle y=kx+l} коса асимптота функције {\displaystyle f(x)} са леве стране.
Косу асимптоту функције {\displaystyle f(x)} са десне стране дефинишемо аналогно.
Удаљеност од тачке на кривој до асимптоте је {\displaystyle d(M,L)}. Према дефиницији асимптоте {\displaystyle d(M,L)\to 0} када {\displaystyle x\to +\infty }. Kako je {\displaystyle \cos \alpha \neq 0} константа, закључујемо да
{\displaystyle \displaystyle d(M,L)\to 0\quad \Leftrightarrow \quad d(M,N)\to 0\quad \Leftrightarrow \quad \lim _{x\to +\infty }\vert f(x)-(kx+l)\vert =0}.
Задњи услов, који је еквивалентан са
{\displaystyle \displaystyle \lim _{x\to +\infty }(f(x)-kx-l)=0} је нужан и довољан услов за постојање косе асимптоте.
Горња једнакост је еквивалентна са
{\displaystyle \lim _{x\to +\infty }(f(x)-kx)=l}.
{\displaystyle \displaystyle \lim _{x\to +\infty }{\frac {f(x)-kx-l}{x}}=0}
па је
{\displaystyle \lim _{x\to +\infty }{\frac {f(x)}{x}}=k}.
При томе треба водити рачуна о следећем:
1. тражење хоризонталних и косих асимптота лимеса када {\displaystyle x\to -\infty }
2. асимптоте је најбоље тражити у описаном редоследу, {\displaystyle x\to +\infty } увек треба рачунати посебно
3. треба обратити пажњу на случајеве парних корена када {\displaystyle x\to -\infty },

Пример
{\displaystyle \displaystyle \lim _{x\to -\infty }{\frac {\sqrt {x^{2}}}{x}}=-\lim _{x\to +\infty }{\frac {\sqrt {x^{2}}}{x}}=-1}.

### Екстреми функције
Код одређивања екстрема функције потребно је проверити нужне и довољне услове екстрема.
Провера нужних услова врши се по теорему
Нека је функција {\displaystyle f(x)} непрекидна у тачки {\displaystyle c}. Ако функција {\displaystyle f(x)} има локални екстрем у тачки {\displaystyle c}, тада је {\displaystyle c} критична тачка функције {\displaystyle f(x)}.
Потребно је наћи стационарне и критичне тачке по дефиницији
Нека је функција {\displaystyle f(x)} непрекидна у тачки {\displaystyle c}. Тачка {\displaystyle c} је стационарна тачка функције {\displaystyle f(x)} ако је {\displaystyle f'(c)=0}. Тачка {\displaystyle c} је критична тачка функције {\displaystyle f(x)}, ако је {\displaystyle c} стационарна тачка или ако {\displaystyle f(x)} није диференцијабилна у тачки {\displaystyle c}.
Потребно је одредити подручје дефиниције првог извода {\displaystyle f'(x)} и решити једначину {\displaystyle f'(x)=0}.
Провера довољних услова може се вршити на три начина:
- помоћу промене предзнака првог извода на основу теореме: Ако први извод {\displaystyle f'(x)} мења предзнак у критичној тачки {\displaystyle c}, тада функција {\displaystyle f(x)} има локални екстрем у тачки {\displaystyle c}. При томе вреди следеће: ако {\displaystyle f'(x)} мења предзнак са {\displaystyle -} на {\displaystyle +}, тада је {\displaystyle f(c)} локални минимум, а ако {\displaystyle f'(x)} мења предзнак са {\displaystyle +} на {\displaystyle -}, тада је {\displaystyle f(c)} локални максимум.

- помоћу другог извода на основу теореме: Нека је у стационарној тачки {\displaystyle c} функција {\displaystyle f(x)} два пута диференцијабилна. Ако је {\displaystyle f''(c)\neq 0}, тада функција {\displaystyle fx)} има локални екстрем у тачки {\displaystyle c}. При томе вреди сљедеће: ако је {\displaystyle f''(c)>0}, тада је {\displaystyle f(c)} локални минимум, а ако је {\displaystyle f''(c)<0}, тада је {\displaystyle f(c)} локални максимум.

- помоћу виших извода на основу теореме: Нека функција {\displaystyle f(x)} има у некој {\displaystyle \varepsilon } - околини тачке c непрекидног извода до укључиво реда {\displaystyle n}, при чему је {\displaystyle n\geq 3}. Нека је {\displaystyle \displaystyle f''(c)=f'''(c)=\cdots =f^{(n-1)}(c)=0,\qquad f^{(n)}(c)\neq 0.} Ако је {\displaystyle n} neparan, тада функција {\displaystyle f(x)} има инфлексију у тачки {\displaystyle c}. Ако је {\displaystyle n} паран и ако је уз то још и {\displaystyle f'(c)=0}, тада функција {\displaystyle f(x)} има локални екстрем у тачки {\displaystyle c} и то минимум за {\displaystyle f^{(n)}(c)>0} и максимум за {\displaystyle f^{(n)}(c)<0}.

### Интервали монотоности
Након налажења првог извода {\displaystyle f'(x)} функције {\displaystyle f(x)} интервали монотоности се одређују по предзнаку од {\displaystyle f'(x)} на основу теореме: Нека је функција {\displaystyle f(x)} диференцијабилна на интервалу {\displaystyle (a,b)}. Тада вреди
- функција {\displaystyle f(x)} је растућа на интервалу {\displaystyle (a,b)} ако и само ако је {\displaystyle f'(x)\geq 0} за сваки {\displaystyle x\in (a,b)}
- Функција {\displaystyle f(x)} је опадајућа на интервалу {\displaystyle (a,b)} ако и само ако је {\displaystyle f'(x)\leq 0} за сваки {\displaystyle x\in (a,b)}
- Ако је {\displaystyle f'(x)>0} за сваки {\displaystyle x\in (a,b)}, тада је функција {\displaystyle f(x)} строго растућа на интервалу {\displaystyle (a,b}
- Ако је {\displaystyle f'(x)<0} за сваки {\displaystyle x\in (a,b)}, тада је функција {\displaystyle f(x)} строго опадајућа на интервалу {\displaystyle (a,b)}.

### Конкавност и конвексност функције
Потребно је одредити други извод {\displaystyle f''(x)}, а затим интервале конвексности и конкавности помоћу теореме
Нека је функција {\displaystyle f(x)} два пута диференцијабилна на интервалу {\displaystyle (a,b)}. Ако је {\displaystyle f''(x)>0} за сваки {\displaystyle x\in (a,b)}, тада је функција {\displaystyle f(x)} строго конвексна на интервалу {\displaystyle (a,b)}. Ако је {\displaystyle f''(x)<0} за сваки {\displaystyle x\in (a,b)}, тада је функција {\displaystyle f(x)} строго конкавна на интервалу {\displaystyle (a,b)}.

### Тачке инфлексије
Потребно је наћи тачке у којима други извод {\displaystyle f''(x)} мења предзнак, односно тачке које испуњавају довољне услове инфлексије по теореми
Нека је функција два пута диференцијабилна на некој {\displaystyle \varepsilon } околини тачке {\displaystyle c}, осим можда у тачки {\displaystyle c}. Ако {\displaystyle f''(x)} мења предзнак у тачки {\displaystyle c}, тада функција {\displaystyle f(x)} има инфлексију у тачки {\displaystyle c}.
За провјеру довољних услова инфлексије можемо користити и више изводе на основу теореме
Нека функција {\displaystyle f(x)} има у некој {\displaystyle \varepsilon } околини тачке {\displaystyle c} непрекидне изводе до укључиво реда {\displaystyle n}, при чему је {\displaystyle n\geq 3}. Нека је
{\displaystyle \displaystyle f''(c)=f'''(c)=\cdots =f^{(n-1)}(c)=0,\qquad f^{(n)}(c)\neq 0.}
Ако је {\displaystyle n} непаран, тада функција {\displaystyle f(x)} iма инфлексију у тачки {\displaystyle c}. Ако је {\displaystyle n} паран и ако је уз то још и {\displaystyle f'(c)=0}, тада функција {\displaystyle f(x)} има локални екстрем у тачки {\displaystyle c} и то минимум за {\displaystyle f^{(n)}(c)>0} и максимум за {\displaystyle f^{(n)}(c)<0}.
У том случају потребно је прво наћи тачке у којима је други извод {\displaystyle f''(x)} једнак нули, односно тачке које задовољавају нужан услов инфлексије по теореми
Ако функција {\displaystyle f(x)} има инфлексију у тачки {\displaystyle c} и ако {\displaystyle f''(c)} постоји, тада је {\displaystyle f''(c)=0}.

### Граф функције
График функције се црта на основу добијених информација.

## Остале особине
Постоји много посебних класа функција које су важне за појединачне гране математике, или за појединачне примене.
Ово је делимичан списак таквих функција:
- бијекција, инјекција и сурјекција, или појединачно:
  - инјективна, сурјективна и бијективна функција
- непрекидна
- диференцијабилна функција, интеграбилна
- линеарна, полиноми, рационална
- алгебарска, трансцендентална
- тригонометријска
- фрактал
- парна или непарна
- конвексна, монотона, једномодална
- холоморфска, мероморфска, цела
- векторска
- израчунљиве
- функција целог дела
- функција реалне променљиве